# Anushavan Gasan-Dzhalalov
Anushavan Gasan-Dzhalalov –en ruso, Анушаван Гасан-Джалалов– (23 de abril de 1947) es un deportista soviético que compitió en remo.
Participó en los Juegos Olímpicos de Montreal 1976, obteniendo una medalla de bronce en la prueba cuatro sin timonel. Ganó dos medallas de plata en el Campeonato Mundial de Remo, en los años 1974 y 1975, y una medalla de bronce en el Campeonato Europeo de Remo de 1971.

## Palmarés internacional
| Juegos Olímpicos   | Juegos Olímpicos         | Juegos Olímpicos  | Juegos Olímpicos   |
| Año                | Lugar                    | Medalla           | Prueba             |
| ------------------ | ------------------------ | ----------------- | ------------------ |
| 1976               | Montreal (Canadá)        | Medalla de bronce | Cuatro sin timonel |
| Campeonato Mundial |                          |                   |                    |
| Año                | Lugar                    | Medalla           | Prueba             |
| 1974               | Lucerna (Suiza)          | Medalla de plata  | Cuatro sin timonel |
| 1975               | Nottingham (Reino Unido) | Medalla de plata  | Cuatro sin timonel |
| Campeonato Europeo |                          |                   |                    |
| Año                | Lugar                    | Medalla           | Prueba             |
| 1971               | Copenhague (Dinamarca)   | Medalla de bronce | Cuatro con timonel |